# Viktor Rydbergsgatan
Viktor Rydbergsgatan är en gata i stadsdelarna Lorensberg och Johanneberg i Göteborg. Den är cirka 1 600 meter lång och sträcker sig från Götaplatsen till Eklandagatan.
Gatan fick sitt namn år 1914 till minne av skalden, författaren och forskaren Viktor Rydberg.